# Guido von Montfort († 1220)

Wappen des Hauses Montfort

Guido von Montfort (franz.: Guy de Montfort; † 1220 vor Castelnaudary) war iure uxoris ein Graf von Bigorre aus dem Haus Montfort-l’Amaury. Er war ein jüngerer Sohn des Simon de Montfort, 5. Earl of Leicester, und der Alix de Montmorency.
Guido nahm im jungen Alter im Gefolge seines Vaters am Albigenserkreuzzug teil. Im November 1216 wurde er in Tarbes mit der wesentlich älteren Pétronille († 1251) verheiratet, der Tochter des Grafen Bernard IV. von Comminges und Erbin der Grafschaft Bigorre. Diese Ehe sollte die Machtstellung seines Vaters in Südfrankreich festigen. 1218 war er bei der Belagerung von Toulouse zugegen, bei der sein Vater getötet wurde. Bei der Belagerung von Castelnaudary im Jahr 1220 wurde Guido selbst getötet.
Aus seiner Ehe mit Pétronille hatte er zwei Töchter:
- Alix de Montfort (* zwischen 1217 und 1220; † 1255), Gräfin von Bigorre, ⚭ I Jourdain Eschivat III. de Chabanais, ⚭ II 1247 Raoul de Courtenay († 1271 in Neapel), Graf von Chieti
- Perenelle de Montfort, ⚭ Raoul de la Roche-Tesson